# Бананова република
 Тази статия е за израза.  За марката дрехи вижте Banana Republic.  
„Бананова република“ е ироничен израз, описващ политически нестабилна държава , зависима от ограничено земеделие (напр. банани), управлявана от малка, самоопределила се и самозвана, богата и корумпирана политическо-икономическа клика .

## Произход на наименованието
За пръв път изразът „бананова република“ е употребен от О. Хенри във фейлетон, отнасящ се за Хондурас. По онова време (края на XIX – началото на XX век) Обединената плодова компания (на английски: United Fruit Company) и Стандартната плодова компания (на английски: Standard Fruit Company) контролират голяма част от ключовия за страната износ на банани, както и съпътстващите дейности, като железниците. United Fruit е наричана „Октоподът“ заради желанието си да се включва, понякога силово, в политиката. Сам Земюран, американски бизнесмен, който 22 години ще купи компанията след враждебно предложение за покупка, наема гангстери от Ню Орлеанс за подготовката на държавен преврат в Хондурас, с цел новата компания на Земюран, „Кюамер Фрют“, да получи привилегии от правителството. Четиридесет години по-късно Обединената плодова компания убеждава администрациите на Труман и Айзенхауер, че правителството на полк. Арбенз в Гватемала е тайно про-съветско. По-късно правителството е свалено след операция, ръководена от ЦРУ.

## Модерно използване
В съвременния език изразът често се използва, когато се критикува определена политика, като образът на „банановата република“ трябва да служи за плашило на политиците, например в САЩ, Ирландия, България.